# Die Mafia in New York
Die Mafia in New York (Originaltitel: Mafia NY: Lifestyles of the Rich and Dangerous) ist ein von Huble Productions produzierter Dokumentarfilm des Senders The Travel Channel.

## Handlung
Themen sind unter anderem die Beerdigung von John „Teflon-Don“ Gotti und sein Vermächtnis, das New Yorker Viertel Little Italy, der Ravenite Social Club von damals und heute, die italienische Küche und deren Bedeutung für Mafiosi, das sogenannte Apalachin-Meeting, die Häuser von „Joe“ Barbara und „Big Paul“ Castellano, die Mode der Mafiosi und ihre Mordwaffen, die Entstehung von Al Capones Spitznamen „Scarface“, die sogenannte Murder, Inc., die einstigen Machenschaften von Gangster Henry Hill, Danny Provenzano und sein Film This Thing of Ours, sowie die berühmten Morde an Joseph „Crazy Joe“ Gallo, Carmine „The Cigar“ Galante, „Big Paul“ Castellano, Albert Anastasia und Abe „Kid Twist“ Reles.

## Interviews
Der Dokumentarfilm enthält diverse Interviews von ehemaligen Mafiosi, Schauspielern und Autoren.
| Interviewte Prominente | Fotos |
| --- | ----- |
| - William Balsamo – Unterwelt-Historiker - Doug Levien – ehemaliger FBI-Agent - Vincent Pastore – Schauspieler (GoodFellas) - Joe O’Brien – ehemaliger FBI-Agent - Frank Vincent – Schauspieler (Casino) - Bill Batone – Kriminalautor - Amy Chan – Modedesignerin, Inhaberin des ehem. Ravenite Social Club - Joseph R. Gannascoli – Schauspieler (Die Sopranos) - Isabella Basille – Mitbegründerin von Artichoke Basille’s Pizza - „Joe Dogs“ Iannuzzi – ehemaliger assoziierter der Gambino-Familie - Michelle Graig – Inhaberin des ehem. Anwesens von Joseph Barbara in der Gemeinde Apalachin - Tony Karasis – Anwesender Kellner bei der Ermordung von Albert Anastasia - George Henning – Verkäufer italienischer Mode - Michael Cronin – NYPD-Detektiv - Dennis Washington – Anwohner des einstigen Murder, Inc.-Hauptquartiers - Henry Hill – ehemaliger assoziierter der Lucchese-Familie - Danny Provenzano – Regisseur und Großneffe von Anthony Provenzano (einstiger Capo der Genovese-Familie) - Joe Coffey – ehemaliger FBI-Agent - Peter DeVito – Autor - Alex Corrado – Schauspieler |       |